# Xian de Jingde
Le xian de Jingde (旌德县 ; pinyin : Jīngdé Xiàn) est un district administratif de la province de l'Anhui en Chine. Il est placé sous la juridiction de la ville-préfecture de Xuancheng.

## Démographie
La population du district était de 152 018 habitants en 1999.